# بوهوتین (ناحیه شومپرک)
بوهوتین (به چکی: Bohutín) یک منطقهٔ مسکونی در جمهوری چک است که در ناحیه شومپرک واقع شده‌است. بوهوتین ۲٫۲۵ کیلومتر مربع مساحت و ۷۹۱ نفر جمعیت دارد و ۳۴۰ متر بالاتر از سطح دریا واقع شده‌است.